# Arne Dahl: Europa Blues
Arne Dahl: Europa Blues är en svensk miniserie i två delar från 2012 i regi av Niklas Ohlson och Mattias Ohlsson. Den bygger på Arne Dahls roman med samma namn och i rollerna ses bland andra Malin Arvidsson, Irene Lindh, Claes Ljungmark och Magnus Samuelsson.

## Handling
En judisk hjärnforskare hittas hängande i fötterna över en grav på Skogskyrkogården i Stockholm. Utanför en flyktingförläggning i Vresta står en bil och väntar med motorn igång och några minuter senare har en lång och riskfylld flykt tagit sin början. Morgonen efter gör en djurskötare en makaber upptäckt i järvhägnet på Skansen. A-gruppen kallas in.

## Rollista
- Malin Arvidsson – Kerstin Holm
- Irene Lindh – Jenny Hultin
- Claes Ljungmark – Viggo Norlander
- Shanti Roney – Paul Hjelm
- Magnus Samuelsson	– Gunnar Nyberg
- Matias Varela – Jorge Chavez
- Vera Vitali – Sara Svenhagen
- Niklas Åkerfelt – Arto Söderstedt
- Bruno Bilotta	– Andretti
- Tatjana Jegoroskina – Anna
- Sannamari Patjas – Astrid
- Anna-Li Norberg – blomsterhandlare
- Amanda Kokki – Charlotte
- Ida Engvoll – Dyta
- Harald Lönnbro – Fahlén
- Max Lapitskij	– gränsvakt
- Frida Hallgren – Cilla Hjelm
- Bisse Unger – Danne Hjelm
- Ebba Ribbing – Tova Hjelm
- Alexandra Chalupa – Irina
- Helena Nizic – Bodil Klang
- Karin Bergquist – Ludmila
- Henrik Lundström – Manne
- Robin Keller – Mezzerani
- David Lenneman – mäklare
- Mats Blomgren – Mörner
- Leonard Terfelt – Rune Nilsson
- Thomas Hedengran – polischef
- Cesar Sarachu – städaren Aram Razai
- Marianne Sand Näslund – receptionist
- Naida Ragimova – Reina
- Jan Mybrand – Harald Sheinkman
- Fredrik Ohlsson – Leonard Sheinkman
- Katarina Bothén – Miriam Sheinkman
- Claes Hartelius – Brynolf Svenhagen
- Anu Sinisalo – Anja Söderstedt
- Emilia Remes – Lina Söderstedt
- Wilma Hall – Linda Söderstedt
- Karolina Magnell – Mikaela Söderstedt
- Jesper Arrhenius – Peter Söderstedt
- Colin Granström – Stefan Söderstedt
- Alina Karmazina – Vita
- Mats Andersson – Yitzak

## Om serien
Europa Blues producerades av Ulf Synnerholm för Filmlance International AB och fotades av Linus Eklund och Johan Holmquist. Musiken komponerades av Niko Röhlcke och filmen klipptes av Thomas Täng och Patrick Austen. Den utgavs på DVD den 14 mars 2012 och visades senare samma år på Sveriges Television med start den 2 december.